# Leeds United FC säsongen 2017/2018
Säsongen 2017/2018 var Leeds Uniteds åttonde raka i den engelska andradivisionen Championship. Seriespelet inleddes den 6 augusti 2017 och avslutades den 6 maj 2018. Utöver ligan deltog klubben i FA-cupen och ligacupen.

## Spelartrupp
| N  | P  | Nat.                                    | Namn                   | Ålder | Sedan     | Matcher | Mål | Slutar    | Övergångssumma | Noter                         |
| -- | -- | --------------------------------------- | ---------------------- | ----- | --------- | ------- | --- | --------- | -------------- | ----------------------------- |
| 1  | MV | Irland · England                        | Andy Lonergan          | 41    | 2011 2017 | 48      | 0   | 2012 2019 | Fri transfer   |                               |
| 2  | F  | England                                 | Luke Ayling            | 33    | 2016      | 79      | 0   | 2021      | £750 000       | Vicekapten                    |
| 4  | MF | England                                 | Adam Forshaw           | 33    | 2018      | 5       | 0   | 2022      | £4 500 000     |                               |
| 5  | F  | England                                 | Matthew Pennington     | 30    | 2017      | 15      | 0   | 2018      | Lån            | Inlånad från Everton          |
| 6  | F  | Skottland · England                     | Liam Cooper            | 33    | 2014      | 122     | 3   | 2021      | £600 000       | Lagkapten                     |
| 7  | MF | England                                 | Kemar Roofe            | 32    | 2016      | 87      | 17  | 2020      | £3 000 000     |                               |
| 8  | MF | Nederländerna · Nederländska Antillerna | Vurnon Anita           | 35    | 2017      | 23      | 0   | 2020      | Fri transfer   |                               |
| 9  | A  | Tyskland                                | Pierre-Michel Lasogga  | 33    | 2017      | 30      | 13  | 2018      | Lån            | Inlånad från Hamburg          |
| 10 | MF | Nordmakedonien                          | Ezgjan Alioski         | 33    | 2017      | 41      | 7   | 2021      | £3 200 000     |                               |
| 11 | A  | Nederländerna                           | Jay-Roy Grot           | 26    | 2017      | 22      | 0   | 2021      | £750 000       |                               |
| 12 | A  | Sverige                                 | Marcus Antonsson       | 33    | 2016      | 21      | 3   | 2019      | £1 600 000     | Utlånad till Blackburn Rovers |
| 12 | VB | Belgien                                 | Laurens De Bock        | 32    | 2018      | 6       | 0   | 2022      | £1 500 000     |                               |
| 13 | MV | Tyskland                                | Felix Wiedwald         | 34    | 2017      | 34      | 0   | 2020      | £500 000       |                               |
| 14 | MF | Irland · Nordirland                     | Eunan O'Kane           | 34    | 2016      | 57      | 0   | 2021      | £1 000 000     |                               |
| 15 | MF | Nordirland                              | Stuart Dallas          | 33    | 2015      | 113     | 11  | 2020      | £1 300 000     |                               |
| 17 | A  | Wales · England                         | Tyler Roberts          | 26    | 2018      | 0       | 0   | 2022      | £2 500 000     |                               |
| 18 | F  | Sverige                                 | Pontus Jansson         | 34    | 2016      | 71      | 5   | 2020      | £3 600 000     |                               |
| 19 | MF | Spanien                                 | Pablo Hernández        | 39    | 2016      | 77      | 14  | 2018      | Fri transfer   |                               |
| 21 | MF | Spanien                                 | Samuel Sáiz            | 34    | 2017      | 32      | 10  | 2021      | £3 100 000     |                               |
| 22 | A  | Sverige                                 | Paweł Cibicki          | 31    | 2017      | 11      | 0   | 2021      | £1 500 000     |                               |
| 23 | MF | England                                 | Kalvin Phillips        | 29    | 2014      | 90      | 9   | 2021      | Ungdomssystem  |                               |
| 24 | A  | Frankrike                               | Hadi Sacko             | 30    | 2016      | 56      | 8   | 2020      | £1 600 000     |                               |
| 25 | MF | England · Guinea-Bissau                 | Ronaldo Vieira         | 26    | 2016      | 64      | 2   | 2021      | Ungdomssystem  |                               |
| 28 | F  | Schweiz                                 | Gaetano Berardi        | 36    | 2014      | 111     | 1   | 2020      | £250 000       | Andre vicekapten              |
| 29 | MF | Spanien                                 | Madger Gomes           | 28    | 2017      | 2       | 0   | 2020      | Fri transfer   |                               |
| 30 | MV | England                                 | Bailey Peacock-Farrell | 28    | 2015      | 1       | 0   | 2020      | Ungdomssystem  |                               |
| 31 | F  | England                                 | Lewie Coyle            | 29    | 2014      | 23      | 0   | 2020      | Ungdomssystem  | Utlånad till Fleetwood Town   |
| 33 | F  | England                                 | Tyler Denton           | 29    | 2016      | 3       | 1   | 2020      | Ungdomssystem  |                               |
| 35 | MF | Irland                                  | Conor Shaughnessy      | 28    | 2017      | 17      | 0   | 2021      | Ungdomssystem  |                               |
| 36 | A  | England                                 | Mallik Wilks           | 26    | 2017      | 1       | 0   | 2019      | Ungdomssystem  | Utlånad till Grimsby Town     |
| 37 | F  | Irland                                  | Paudie O'Connor        | 27    | 2017      | 0       | 0   | 2019      | Ungdomssystem  |                               |
| 43 | MF | Polen                                   | Mateusz Klich          | 34    | 2017      | 11      | 0   | 2020      | £1 500 000     | Utlånad till Utrecht          |
| 40 | MF | Guinea-Bissau                           | Romario Vieira         | 26    | 2018      | 0       | 0   | 2018      | Ungdomssystem  |                               |
| 45 | A  | Ghana · Italien                         | Caleb Ekuban           | 30    | 2017      | 10      | 1   | 2021      | £500 000       |                               |
| 46 | F  | England                                 | Tom Pearce             | 26    | 2018      | 0       | 0   | 2018      | Ungdomssystem  |                               |
| 47 | A  | England                                 | Jack Clarke            | 24    | 2018      | 0       | 0   | 2021      | Ungdomssystem  |                               |
| 48 | F  | England                                 | Liam Kitching          | 25    | 2018      | 0       | 0   | 2019      | Ungdomssystem  |                               |
| 49 | F  | Spanien                                 | Oriol Rey              | 27    | 2018      | 0       | 0   | 2019      | Ungdomssystem  |                               |
|    | MF | Nederländerna                           | Ouasim Bouy            | 31    | 2017      | 0       | 0   | 2021      | Fri transfer   |                               |
|    | MF | England                                 | Luke Murphy            | 35    | 2013      | 111     | 7   | 2019      | £1 000 000     | Utlånad till Burton Albion    |
|    | MF | Japan                                   | Yosuke Ideguchi        | 28    | 2018      | 0       | 0   | 2022      | £500 000       | Utlånad till Cultural Leonesa |

Senast uppdaterad: 1 mars 2018
Källa: Spelarartiklar på Wikipedia, Leeds United
Sorterad efter tröjnummer.

Spelade matcher (starter och inhopp) och mål innefattar the Championship (med playoffs), League One (med playoffs), FA-cupen, Ligacupen och Football League Trophy.

## Spelarövergångar

### Spelare in
| Datum            | Position | Nationalitet   | Namn              | Från                     | Övergångssumma | Ref.          |
| ---------------- | -------- | -------------- | ----------------- | ------------------------ | -------------- | ------------- |
| 1 juli 2017      | CM       | Spanien        | Madger Gomes      | Liverpool                | Ingen          | [ 3 ]         |
| 1 juli 2017      | MB       | Sverige        | Pontus Jansson    | Torino                   | £3,600,000     | [ 4 ]         |
| 1 juli 2017      | CM       | Polen          | Mateusz Klich     | FC Twente                | £1,500,000     | [ 5 ]         |
| 1 juli 2017      | HY       | Frankrike      | Hadi Sacko        | Sporting Lissabon        | £1,600,000     | [ 6 ]         |
| 1 juli 2017      | MV       | Tyskland       | Felix Wiedwald    | Werder Bremen            | £500,000       | [ 7 ]         |
| 6 juli 2017      | DM       | Nederländerna  | Vurnon Anita      | Newcastle United         | Ingen          | [ 8 ]         |
| 11 juli 2017     | FW       | Ghana          | Caleb Ekuban      | Chievo Verona            | £500,000       | [ 9 ]         |
| 13 juli 2017     | OM       | Spanien        | Samuel Sáiz       | SD Huesca                | £3,100,000     | [ 10 ]        |
| 13 juli 2017     | HY       | Nordmakedonien | Ezgjan Alioski    | FC Lugano                | £3,200,000     | [ 11 ]        |
| 2 augusti 2017   | CM       | Nederländerna  | Ouasim Bouy       | Juventus                 | Ingen          | [ 12 ]        |
| 23 augusti 2017  | FW       | Nederländerna  | Jay-Roy Grot      | NEC Nijmegen             | £750,000       | [ 13 ]        |
| 27 augusti 2017  | MV       | Irland         | Andy Lonergan     | Wolverhampton Wanderers  | Ingen          | [ 14 ]        |
| 31 augusti 2017  | FW       | Spanien        | Adrián Balboa     | UD Unificacion Bellvitge | Ingen          | [ 15 ]        |
| 31 augusti 2017  | FW       | Sverige        | Paweł Cibicki     | Malmö                    | £1,500,000     | [ 16 ]        |
| 31 augusti 2017  | MF       | Spanien        | Hugo Diaz         | SD Huesca                | Ingen          | [ 15 ]        |
| 31 augusti 2017  | HB       | England        | Bryce Hosannah    | Crystal Palace           | Ingen          | [ 15 ]        |
| 31 augusti 2017  | CM       | Spanien        | Alejandro Machuca | Rayo Vallecano           | Ingen          | [ 15 ]        |
| 31 augusti 2017  | MB       | Spanien        | Oriol Rey         | Barcelona                | Ingen          | [ 15 ]        |
| 31 augusti 2017  | FW       | Marocko        | Ousama Siddiki    | Real Madrid              | Ingen          | [ 15 ]        |
| 31 augusti 2017  | FW       | Bulgarien      | Kun Temenuzhkov   | Barcelona                | Hemlig         | [ 15 ]        |
| 15 november 2017 | FW       | England        | Ryan Edmondson    | York City                | Hemlig         | [ 17 ]        |
| 3 januari 2018   | MB       | Finland        | Aapo Halme        | HJK Helsinki             | Hemlig         | [ 18 ]        |
| 9 januari 2018   | CM       | Japan          | Yosuke Ideguchi   | Gamba Osaka              | £500,000       | [ 19 ]        |
| 11 januari 2018  | VB       | Belgien        | Laurens De Bock   | Club Brugge              | £1,500,000     | [ 20 ]        |
| 11 januari 2018  | FW       | Montenegro     | Oliver Šarkić     | Benfica                  | Hemlig         | [ 21 ]        |
| 18 januari 2018  | CM       | England        | Adam Forshaw      | Middlesbrough            | £4,500,000     | [ 22 ] [ 23 ] |
| 23 januari 2018  | FW       | England        | Sam Dalby         | Leyton Orient            | Hemlig         | [ 24 ]        |
| 29 januari 2018  | MB       | Nederländerna  | Pascal Struijk    | Ajax                     | Hemlig         | [ 25 ]        |
| 31 januari 2018  | FW       | Wales          | Tyler Roberts     | West Brom                | £2,500,000     | [ 26 ]        |
| 31 januari 2018  | HY       | England        | Jordan Stevens    | Forest Green             | Hemlig         | [ 27 ]        |

### Spelare ut
| Datum            | Position | Nationalitet   | Namn               | Till              | Övergångssumma          | Ref.                |
| ---------------- | -------- | -------------- | ------------------ | ----------------- | ----------------------- | ------------------- |
| 1 juli 2017      | HY       | Kongo-Kinshasa | Jordan Botaka      | Sint-Truiden      | Ingen                   | [ 28 ] [ a ]        |
| 1 juli 2017      | CM       | England        | Alex Purver        | Guiseley          | Ingen                   | [ 28 ] [ b ]        |
| 1 juli 2017      | VB       | England        | Charlie Taylor     | Burnley           | £6,000,000 (ersättning) | [ 28 ] [ c ]        |
| 1 juli 2017      | MV       | England        | Ross Turnbull      | Free agent        | Frisläppt               | [ 28 ]              |
| 1 juli 2017      | MB       | England        | Jack Vann          | Harrogate Town    | Ingen                   | [ 28 ]              |
| 1 juli 2017      | CM       | England        | Billy Whitehouse   | Alfreton Town     | Ingen                   | [ 28 ] [ d ]        |
| 18 juli 2017     | MB       | Italien        | Giuseppe Bellusci  | US Palermo        | Ingen                   | [ 34 ]              |
| 19 juli 2017     | MV       | Italien        | Marco Silvestri    | Hellas Verona     | Hemlig                  | [ 35 ]              |
| 28 juli 2017     | FW       | Skottland      | Lee Erwin          | Kilmarnock        | Hemlig                  | [ 36 ]              |
| 21 augusti 2017  | FW       | Nya Zeeland    | Chris Wood         | Burnley           | £15,000,000             | [ 37 ] [ 38 ] [ e ] |
| 22 augusti 2017  | DM       | Skottland      | Liam Bridcutt      | Nottingham Forest | £1,000,000              | [ 40 ] [ 41 ]       |
| 23 augusti 2017  | FW       | Frankrike      | Souleymane Doukara | Antalyaspor       | Ingen                   | [ 42 ]              |
| 25 augusti 2017  | DM       | Frankrike      | Toumani Diagouraga | Plymouth Argyle   | Ingen                   | [ 43 ] [ f ]        |
| 27 augusti 2017  | MV       | England        | Robert Green       | Huddersfield Town | Ingen                   | [ 45 ] [ g ]        |
| 17 december 2017 | FW       | Skottland      | Jack McKay         | Free agent        | Frisläppt               | [ 46 ]              |
| 17 december 2017 | MB       | Skottland      | Paul McKay         | Free agent        | Frisläppt               | [ 46 ]              |
| 1 februari 2018  | MB       | Irland         | Eoghan Stokes      | Free agent        | Frisläppt               | [ 47 ]              |

1. ↑  Jordan Botaka gick till Sint-Truiden efter att han släppts.[29]
2. ↑  Alex Purver gick till Guiseley efter att han släppts..[30]
3. ↑  Charlie Taylor gick till Burnley efter att han lämnat klubben.[31] Burnley betalade senare Leeds mellan £6m och £7m i ersättning eftersom Taylor var under 24 år.[32]
4. ↑  Billy Whitehouse gick till Alfreton Town efter att han släppts.[33]
5. ↑  Övergångssumman för Wood kan stiga till £18m beroende på antal spelade matcher.[39]
6. ↑  Toumani Diagouraga gick till Plymouth Argyle efter att han släppts.[44]
7. ↑  Robert Green gick till Huddersfield Town efter att han släppts.[14]

## Tävlingar

### Championship
Leeds inledde säsongen med fem vinster och två oavgjorda matcher under de första sju omgångarna, vilket tog klubben till serieledning under tre omgångar i mitten på september. Den 16 september kom den första förlusten, 1-0 borta mot Millwall, ett resultat som lagkaptenen Liam Cooper senare skulle peka på som en vändpunkt, som visade andra lag att Leeds kunde besegras genom tufft spel. Under hösten sviktade resultaten, med sex förluster på sju seriematcher mellan september och november, men en stark december månad med fyra raka segrar gjorde att Leeds efter julhelgens bortavinst över Burton Albion fortfarande låg på playoffplats. Det skulle dock bli säsongens sista bortaseger, och den sista segern överhuvudtaget på nästan två månader.
Med start omkring årsskiftet drabbades Leeds av flera skador och avstängningar. På nyårsdagen skadades den ordinarie högerbacken Luke Ayling i ankeln mot Nottingham Forest, och missade hela resten av kampanjen sånär som på säsongsfinalen mot Queens Park Rangers den 6 maj. Den spanske offensiva mittfältaren Samuel Saíz, som varit tongivande under hösten med nio mål och fem assist, blev den 7 januari utvisad i en cupmatch för att ha spottat på en motståndare i slutminuterna. Han blev avstängd av förbundet i sex matcher. Under de tolv matcher han spelade efter återvändandet lyckades han endast producera två assist. Under tre av de nästföljande fyra seriematcherna drog även Eunan O'Kane, lagkaptenen Cooper och andre vicekaptenen Gaetano Berardi på sig röda kort och avstängningar.
Den 30 januari drabbades mittbacken Conor Shaughnessy av en ankelskada liknande Aylings och missade resten av säsongen. Även januariförvärven Laurens De Bock, Adam Forshaw och Tyler Roberts missade stora delar av våren till följd av skador, liksom reservmålvakten Andy Lonergan och anfallaren Kemar Roofe, som trots detta skulle bli klubbens bäste målskytt under säsongen. I mars och april drabbades flera mittbackar av skador, däribland Cooper, Pontus Jansson och Everton-lånet Matthew Pennington, vilket ledde till att akademispelaren Paudie O'Connor fick debutera och spela fyra matcher.
Utöver O'Connor fick ytterligare ungdomsspelare chansen under våren. Bailey Peacock-Farrell, som inlett säsongen som tredjemålvakt, fick starta mot serieledande Wolves den 7 mars när Felix Wiedwald petats för andra gången under säsongen, och behöll därefter platsen under återstående elva matcher. Vänsterbacken Tom Pearce debuterade den 17 mars och fick spela fem matcher, under vilka han gjorde ett mål. I säsongens sista match debuterade också 16-årige anfallaren Ryan Edmondson.
Efter sju raka matcher utan seger fick Thomas Christiansen den 4 februari lämna huvudtränarjobbet. Han förklarade något senare för dansk press att Saíz avstängning hade betytt slutet för honom som tränare i Leeds. Den 6 februari värvades hans ersättare i Barnsley-tränaren Paul Heckingbottom, som på de återstående sexton omgångarna ledde laget till fyra segrar och en slutlig 13:e placering i serien.

### Ligacupen
Leeds inledde sin ligacupmedverkan genom att i augusti 2017 besegra League Two-klubbarna Port Vale (4-1) och Newport County (5-1). Samuel Saíz och Kemar Roofe gjorde hattrick i varsin cupmatch.  I den tredje omgången ställdes man mot Premier League-laget Burnley på bortaplan. Leeds tog ledningen två gånger i matchens slutskede, men Burnley lyckades kvittera bägge gångerna och ta matchen till straffar. Leeds-målvakten Lonergan räddade James Tarkowskis straff medan lagets utespelare gjorde mål på alla sina fem, vilket tog Leeds vidare till fjärde omgången.
I den fjärde omgången lottades Leeds på nytt mot Premier League-motstånd i form av Leicester City. Bägge lagen gjorde ett flertal ändringar i sina uppställningar inför mötet den 24 oktober. Leeds tog ledningen genom Pablo Hernández, men Leicester kvitterade fyra minuter senare och vann så småningom matchen med 3-1.

### FA-cupen
Som Championship-klubb gick Leeds in i FA-cupen först i tredje omgången, där man på nytt lottades mot Newport County. I matchen, som spelades den 7 januari på Rodney Parade, kom Leeds till spel med nio ändringar sedan föregående seriematch. Gaetano Berardi gav Leeds ledningen med sitt första mål för klubben, men Newport vände matchen med två sena mål och vann med 2-1. På övertid blev dessutom Samuel Sáiz utvisad för att ha spottat på Robbie Willmott, vilket skulle leda till en sex matchers avstängning.